# Інститут світової економіки і міжнародних відносин НАН України
Інститут світової економіки і міжнародних відносин НАН України — раніше був провідною академічною установою в галузі міжнародно-економічних та міжнародно-політичних досліджень України.
Ліквідований 11 листопада 2013 року рішенням Президії НАН України.

## Структура
Інститут очолював директор Пахомов Юрій Миколайович академік НАН України.
Наукові співробітники працювали у таких відділах:
| № | Відділ                                          |
| 1 | Відділ Африки та Азії                           |
| 2 | Відділ трансатлантичних досліджень              |
| 3 | Відділ глбоальних систем сучасної цилізації     |
| 4 | Відділ зовнішньоекономічних досліджень          |
| 5 | Ужгородський відділ                             |
| 6 | Відділ теорії міжнародних відносин              |
| 7 | Відділ гобалістики, геополітики та геоекономіки |
| 8 | Відділ міжнародних валютно-фінансових відносин  |